# Dresdner Sportclub 1898 2017-2018 (pallavolo femminile)
Questa voce raccoglie le informazioni riguardanti il Dresdner Sportclub 1898 nelle competizioni ufficiali della stagione 2017-2018.

## Organigramma societario
Area direttiva
- Presidente: Sandra Zimmermann

Area tecnica
- Allenatore: Alexander Waibl
- Allenatore in seconda: Andrea Ebana
- Scout man: Goran Mladenič, Till Müller

Area sanitaria
- Medico: Attila Höhne, Tino Lorenz
- Fisioterapista: Christoph Hartmann, Marcus Hippe

## Rosa
| N° | Nome              | Ruolo | Data di nascita   | Nazionalità sportiva |
| -- | ----------------- | ----- | ----------------- | -------------------- |
| 1  | Barbara Wezorke   | C     | 12 aprile 1993    | Germania             |
| 2  | Mareen Apitz      | P     | 26 marzo 1987     | Germania             |
| 6  | Michelle Petter   | L     | 4 febbraio 1997   | Germania             |
| 7  | Dominika Strumilo | S     | 26 dicembre 1996  | Belgio               |
| 8  | Marrit Jasper     | S     | 28 febbraio 1996  | Paesi Bassi          |
| 9  | Myrthe Schoot     | L     | 29 agosto 1988    | Paesi Bassi          |
| 10 | Madison Bugg      | P     | 4 agosto 1994     | Stati Uniti          |
| 11 | Rica Maase        | S/O   | 22 novembre 1999  | Germania             |
| 12 | Piia Korhonen     | S/O   | 12 gennaio 1997   | Finlandia            |
| 13 | Eva Hodanová      | S     | 18 dicembre 1993  | Rep. Ceca            |
| 15 | Ivana Mrdak       | C     | 15 settembre 1993 | Serbia               |
| 16 | Katharina Schwabe | S     | 29 aprile 1993    | Germania             |
| 17 | Elena Kömmling    | S     | 1º gennaio 2000   | Germania             |
| 17 | Patricia Nestler  | L     | 17 maggio 2001    | Germania             |
| 17 | Franziska Nitsche | S     | 11 maggio 2000    | Germania             |
| 17 | Deborah Scholz    | S/O   | 9 febbraio 2000   | Germania             |
| 17 | Lydia Stemmler    | C     | 20 luglio 2001    | Germania             |
| 17 | Camilla Weitzel   | C     | 11 giugno 2000    | Germania             |
| 18 | Saša Planinšec    | C     | 2 giugno 1995     | Slovenia             |